# غريغ بينيت (كاتب)
غريغ بينيت (بالإنجليزية: Greg Bennett)‏ (12 مارس 1950)؛ مهندس وروائي أمريكي.